# Гек Кілрі
Гек Кілрі (англ. Hec Kilrea, нар. 11 червня 1907, Блекберн Гамлет — пом. 8 вересня 1969, Детройт) — канадський хокеїст, що грав на позиції крайнього нападника.
Володар Кубка Стенлі. Провів понад 600 матчів у Національній хокейній лізі.
Його рідні брати Кен та Воллі також були хокеїстами та грали за клуби НХЛ.

## Ігрова кар'єра
Хокейну кар'єру розпочав 1925 року виступами за команду «Оттава Сенаторс» в НХЛ.
Протягом професійної клубної ігрової кар'єри, що тривала 19 років, захищав кольори команд «Оттава Сенаторс», «Детройт Фелконс», «Торонто Мейпл-Ліфс» та «Детройт Ред-Вінгс».
Загалом провів 681 матч у НХЛ, включаючи 48 ігор плей-оф Кубка Стенлі.

## Нагороди та досягнення
- Володар Кубка Стенлі в складі «Оттава Сенаторс» — 1927.
- Володар Кубка Стенлі в складі «Детройт Ред-Вінгс» — 1935.

## Статистика
| Сезон        | Клуб                 | Ліга         | Регулярний сезон | Регулярний сезон | Регулярний сезон | Регулярний сезон | Регулярний сезон | Плей-оф | Плей-оф | Плей-оф | Плей-оф | Плей-оф |
| Сезон        | Клуб                 | Ліга         | І                | Г                | П                | О                | ШХ               | І       | Г       | П       | О       | ШХ      |
| ------------ | -------------------- | ------------ | ---------------- | ---------------- | ---------------- | ---------------- | ---------------- | ------- | ------- | ------- | ------- | ------- |
| 1925–26      | «Оттава Сенаторс»    | НХЛ          | 35               | 5                | 0                | 5                | 12               | 2       | 0       | 0       | 0       | 0       |
| 1926–27      | «Оттава Сенаторс»    | НХЛ          | 42               | 11               | 7                | 18               | 48               | 6       | 1       | 1       | 2       | 4       |
| 1927–28      | «Оттава Сенаторс»    | НХЛ          | 43               | 19               | 4                | 23               | 66               | 2       | 1       | 0       | 1       | 0       |
| 1928–29      | «Оттава Сенаторс»    | НХЛ          | 38               | 5                | 7                | 12               | 36               | --      | --      | --      | --      | --      |
| 1929–30      | «Оттава Сенаторс»    | НХЛ          | 44               | 36               | 22               | 58               | 72               | 2       | 0       | 0       | 0       | 4       |
| 1930–31      | «Оттава Сенаторс»    | НХЛ          | 44               | 14               | 8                | 22               | 44               | --      | --      | --      | --      | --      |
| 1931–32      | «Детройт Фелконс»    | НХЛ          | 47               | 13               | 3                | 16               | 28               | 2       | 0       | 0       | 0       | 0       |
| 1932–33      | «Оттава Сенаторс»    | НХЛ          | 47               | 14               | 8                | 22               | 26               | --      | --      | --      | --      | --      |
| 1933–34      | «Торонто Мейпл-Ліфс» | НХЛ          | 43               | 10               | 13               | 23               | 15               | 5       | 2       | 0       | 2       | 2       |
| 1934–35      | «Торонто Мейпл-Ліфс» | НХЛ          | 46               | 11               | 13               | 24               | 16               | 6       | 0       | 0       | 0       | 4       |
| 1935–36      | «Детройт Ред-Вінгс»  | НХЛ          | 48               | 6                | 17               | 23               | 37               | 7       | 0       | 3       | 3       | 2       |
| 1936–37      | «Детройт Ред-Вінгс»  | НХЛ          | 48               | 6                | 9                | 15               | 20               | 10      | 3       | 1       | 4       | 2       |
| 1937–38      | «Детройт Ред-Вінгс»  | НХЛ          | 48               | 9                | 9                | 18               | 10               | --      | --      | --      | --      | --      |
| 1938–39      | «Детройт Ред-Вінгс»  | НХЛ          | 48               | 8                | 9                | 17               | 8                | 6       | 1       | 2       | 3       | 0       |
| 1939–40      | «Детройт Ред-Вінгс»  | НХЛ          | 12               | 0                | 0                | 0                | 0                | --      | --      | --      | --      | --      |
| Усього в НХЛ | Усього в НХЛ         | Усього в НХЛ | 633              | 167              | 129              | 296              | 438              | 48      | 8       | 7       | 15      | 18      |